# 요 네스뵈
요 네스뵈(Jo Nesbø, 1960년 3월 29일 ~ )는 노르웨이의 범죄 소설가이다. 《스노우맨》, 《데빌스 스타》, 《박쥐》 등 형사 해리 홀레를 주인공으로 한 범죄 스릴러 소설 시리즈로 알려져 있으며, 이외에 '오슬로 1970 삼부작', '닥터 프록터' 등의 시리즈도 냈다.

## 저작

### 해리 홀레 시리즈
| 연도 | 제목         | 원제             | 비고                           |
| ---- | ------------ | ---------------- | ------------------------------ |
| 1997 | 박쥐         | Flaggermusmannen | 영어 제목 The Bat              |
| 1998 | 바퀴벌레     | Kakerlakkene     | 영어 제목 The Cockroach        |
| 2000 | 레드브레스트 | Rødstrupe        | 영어 제목 The Redbreast        |
| 2002 | 네메시스     | Sorgenfri        | 영어 제목 Nemesis              |
| 2003 | 데빌스 스타  | Marekors         | 영어 제목 The Devil's Star     |
| 2009 | 리디머       | Frelseren        |                                |
| 2007 | 스노우맨     | Snømannen        | 한국에 최초로 번역 소개된 작품 |
| 2009 | 레오파드     | Panserhjerte     |                                |
| 2011 | 팬텀         | Gjenferd         |                                |
| 2013 | 경찰         | Politi           |                                |
| 2017 | 갈증         | Tørst            |                                |

### 오슬로 1970 시리즈
- 블러드 온 스노우(Blod på snø, 2015)
- 미드나잇 선(Mere blod, 2015)

### 기타
- 아들(Sønnen, 2014)